# Netelia basirufa
Netelia basirufa là một loài tò vò trong họ Ichneumonidae.